# The Complete Blue Note 45 Sessions
The Complete Blue Note 45 Sessions è un album raccolta di Ike Quebec pubblicato dalla Blue Note Records nel 2005.
La compilation contiene anche alcuni brani usciti solo in 45 giri e altri anche inediti.

## Tracce
CD 1
1. A Light Reprieve – 4:36 (Ike Quebec) – Registrato il 1º luglio 1959 a Hackensack, New Jersey
2. Buzzard Lope – 6:15 (Ike Quebec) – Registrato il 1º luglio 1959 a Hackensack, New Jersey
3. Blue Monday – 5:03 (Bobby Sharp, Charles Singleton, Marvin Fisher) – Registrato il 1º luglio 1959 a Hackensack, New Jersey
4. Zonky – 4:33 (Edwin Swanston) – Registrato il 1º luglio 1959 a Hackensack, New Jersey
5. Later for the Rock – 4:35 (Ike Quebec) – Registrato il 1º luglio 1959 a Hackensack, New Jersey
6. Sweet and Lovely – 4:16 (Gus Arnheim, Jules LeMare, Harry Tobias) – Registrato il 1º luglio 1959 a Hackensack, New Jersey
7. Dear John – 6:51 (Ike Quebec) – Registrato il 1º luglio 1959 a Hackensack, New Jersey
8. Blue Friday – 5:02 (Edward Swanston) – Registrato il 1º luglio 1959 a Hackensack, New Jersey
9. Everything Happens to Me – 4:30 (Matt Dennis, Tom Adair) – Registrato il 25 settembre 1960 a Englewood Cliffs, New Jersey
10. Mardi Gras – 6:12 (Ike Quebec) – Registrato il 25 settembre 1960 a Englewood Cliffs, New Jersey
11. What a Difference a Day Makes – 4:06 (Maria Grever, Stanley Adams) – Registrato il 25 settembre 1960 a Englewood Cliffs, New Jersey
12. For All We Know – 4:10 (J. Fred Coots, Sam Lewis) – Registrato il 25 settembre 1960 a Englewood Cliffs, New Jersey
13. Ill Wind – 6:13 (Harold Arlen, Ted Koehler) – Registrato il 25 settembre 1960 a Englewood Cliffs, New Jersey

CD 2
1. If I Could Be with You – 6:02 (Henry Creamer, James Price Johnson) – Registrato il 25 settembre 1960 a Englewood Cliffs, New Jersey
2. I've Got the World on a String – 5:32 (Harold Arlen, Ted Koehler) – Registrato il 25 settembre 1960 a Englewood Cliffs, New Jersey
3. Me 'N' Mabe – 5:10 (Ike Quebec) – Registrato il 25 settembre 1960 a Englewood Cliffs, New Jersey
4. Everything Happens to Me – 6:36 (Matt Dennis, Tom Adair) – Registrato il 25 settembre 1960 a Englewood Cliffs, New Jersey
5. All of Me – 2:56 (Gerald Marks, Seymour Simons) – Registrato il 5 febbraio 1962 a Englewood Cliffs, New Jersey
6. Intermezzo – 3:43 (Heinz Provost, Robert Henning) – Registrato il 5 febbraio 1962 a Englewood Cliffs, New Jersey
7. But Not for Me – 3:42 (George Gershwin, Ira Gershwin) – Registrato il 5 febbraio 1962 a Englewood Cliffs, New Jersey
8. All the Way – 3:53 (Jimmy Van Heusen, Sammy Cahn) – Registrato il 5 febbraio 1962 a Englewood Cliffs, New Jersey
9. How Long Has This Been Going On – 5:57 (George Gershwin, Ira Gershwin) – Registrato il 13 febbraio 1962 a Englewood Cliffs, New Jersey
10. With a Song in My Heart – 3:54 (Richard Rodgers, Lorenz Hart) – Registrato il 13 febbraio 1962 a Englewood Cliffs, New Jersey
11. Imagination – 5:06 (Jimmy Van Heusen, Johnny Burke) – Registrato il 13 febbraio 1962 a Englewood Cliffs, New Jersey
12. What Is There to Say – 4:32 (E.Y. "Yip" Harburg, Vernon Duke) – Registrato il 13 febbraio 1962 a Englewood Cliffs, New Jersey
13. There Is No Greater Love – 4:45 (Isham Jones, Marty Symes) – Registrato il 13 febbraio 1962 a Englewood Cliffs, New Jersey

## Musicisti
CD 1
- Ike Quebec - sassofono tenore
- Edwin Swanston - organo (brani 1, 2, 3, 4, 5, 6, 7 & 8)
- Charles Thompson - organo (brani 9, 10, 11, 12 & 13)
- Skeeter Best - chitarra (brani 1, 2, 3, 4, 5, 6, 7 & 8)
- Sonny Wellesley - contrabbasso (brani 1, 2, 3, 4, 5, 6, 7 & 8)
- Milt Hinton - contrabbasso (brani 9, 10, 11, 12 & 13)
- Les Jenkins - batteria (brani 1, 2, 3, 4, 5, 6, 7 & 8)
- J.C. Heard - batteria (brani 9, 10, 11, 12 & 13)

CD 2
- Ike Quebec - sassofono tenore
- Charles Thompson - organo (brani 1, 2, 3 & 4)
- Earl Van Dyke - organo (brani 5, 6, 7, 8, 9, 10, 11, 12 & 13)
- Willie Jones - chitarra (brani 5, 6, 7, 8, 9, 10, 11, 12 & 13)
- Milt Hinton - contrabbasso (brani 1, 2, 3 & 4)
- Sam Jones - contrabbasso (brani 9, 10, 11, 12 & 13)
- J.C. Heard - batteria (brani 1, 2, 3 & 4)
- Wilbert Hogan - batteria (brani 5, 6, 7, 8, 9, 10, 11, 12 & 13)